# Splitter (àudio)

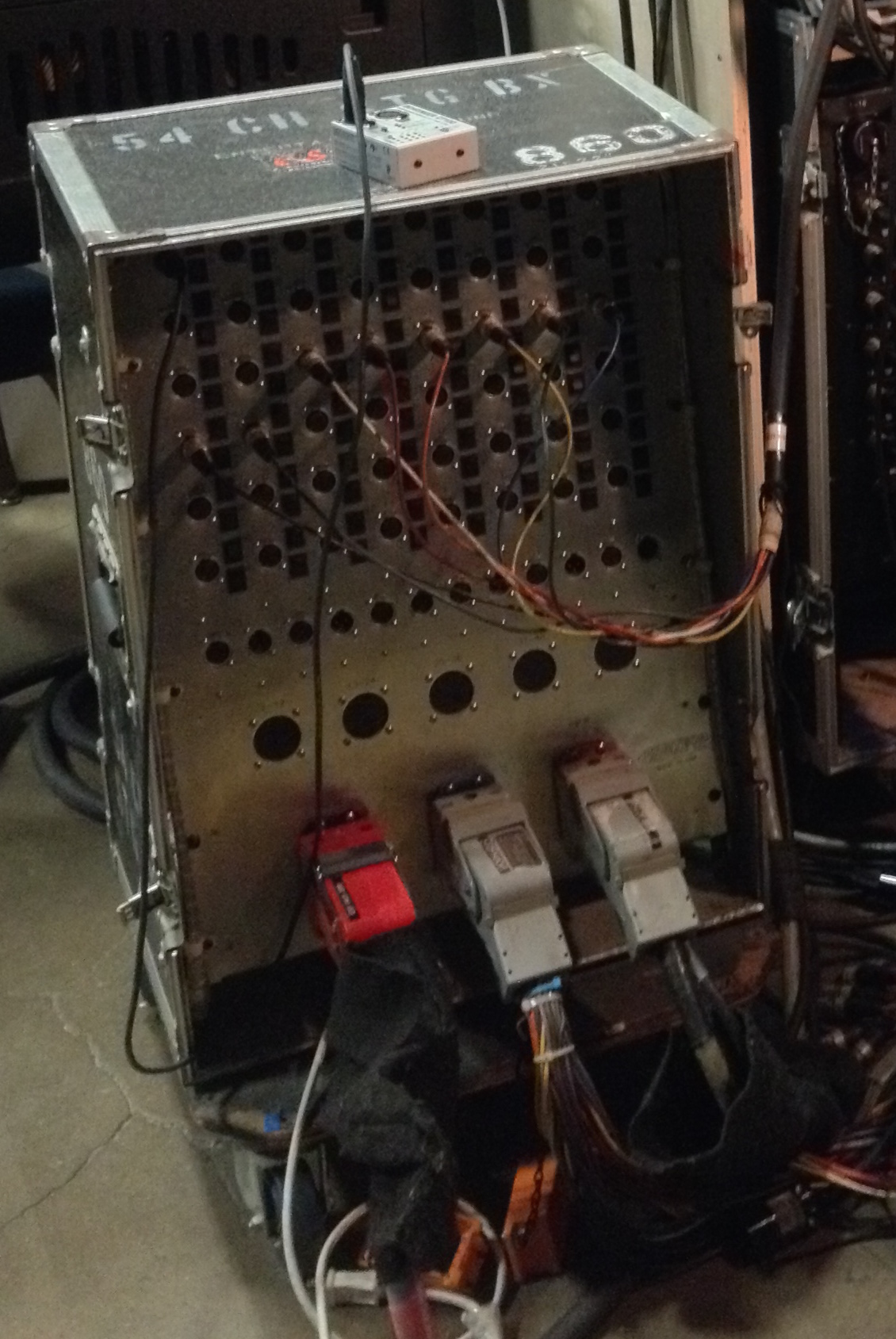
Un splitter amb micròfon

Els splitters o caixes separadores són unitats especials d'interconnexió emprades en preses de so.
La gravació o transmissió d'esdeveniments en directe necessita que les sortides de micròfons i dels instruments siguin conduïdes, almenys, a dues destinacions: la taula de so directe i el mesclador a la unitat mòbil de gravació o de transmissió. El tècnic de directe pot així equilibrar el so per a l'audiència en directe, i l'operador de la taula de transmissió/gravació pot controlar independentment la barreja amb uns criteris diferents. Per descomptat que per això hauria de ser possible utilitzar dos conjunts de micròfons totalment independents. Però si considerem que hi pot haver al voltant de 10 micròfons només per a la bateria, i que un vocalista trobaria més aviat incòmode el maneig de dos micròfons encintats, i amb dos cables sortint d'ells, arribarem a la conclusió que una manera de solucionar aquest problema és fent ús de caixes separadores o splitters.
Un micròfon no es pot connectar directament a les entrades de micròfon de dues taules de so. Això uniria elèctricament un mesclador amb l'altre, causant un bucle de terra i problemes d'interferència, sense esmentar el fet que el circuit d'alimentació fantasma d'un mesclador quedaria enllaçat directament amb el de l'altre. D'altra banda, la impedància vista pel micròfon seria llavors l'equivalent al paral·lel de les impedàncies d'entrada dels dos mescladors. Aquest valor podria caure fins a 500 ohms, que és una impedància massa baixa per a molts micròfons.
Una caixa separadora estarà formada per un transformador amb un bobinatge primari per al micròfon i dos bobinats secundaris separats, que donen les dues sortides independents.
A causa de la senzillesa d'una caixa separadora, només es necessita un transformador d'alta qualitat i una caixa de metall amb les necessàries preses d'entrada i sortida. Existeixen també dispositius electrònics actius, que eliminen la pèrdua per inseccion i poden fins i tot introduir un guany extra si es necessita. Els avantatges d'un splitter actiu sobre un que utilitzi un transformador són, però, menys importants que els avantatges que una caixa d'injecció (Caixa DI) activa té sobre una passiva.